# イベタ・ベネソバ
イベタ・ベネソバ（Iveta Benešová, チェコ語発音: [ˈɪvɛta ˈbɛnɛʃovaː]  ,1983年2月1日 - ）は、チェコ・モスト出身の女子プロテニス選手。2011年のウィンブルドン混合ダブルスでユルゲン・メルツァーとペアを組んで優勝した。WTAツアーでシングルス2勝、ダブルス14勝を挙げた。身長170cm、体重56kg、左利き。バックハンド・ストロークは両手打ち。自己最高ランキングはシングルス25位、ダブルス17位。

## 来歴
ベネソバは7歳からテニスを始め、1998年にプロに転向。2002年全仏オープンで予選を勝ち上がり4大大会に初出場した。
2004年3月のアカプルコ大会の決勝でフラビア・ペンネッタを 7–6(5), 6–4 で破りツアー初優勝を果たす。8月のアテネ五輪にも出場し、1回戦で森上亜希子に 1-6, 4-6 で敗れている。
ベネソバは2006年全豪オープン2回戦で第5シードのマリー・ピエルスを 6-3, 7-5 で破り初めて4大大会で3回戦に進出し、3回戦では現役復帰したばかりのマルチナ・ヒンギスに 4-6, 1-6 で敗れた。
2度目のオリンピック出場となった2008年北京五輪では、シングルスは2回戦でビーナス・ウィリアムズに 1-6, 4-6 、ニコル・バイディソバと組んだダブルスは1回戦で優勝したビーナスとセリーナのウィリアムズ姉妹に 6-4, 5-7, 1-6 で敗れている。

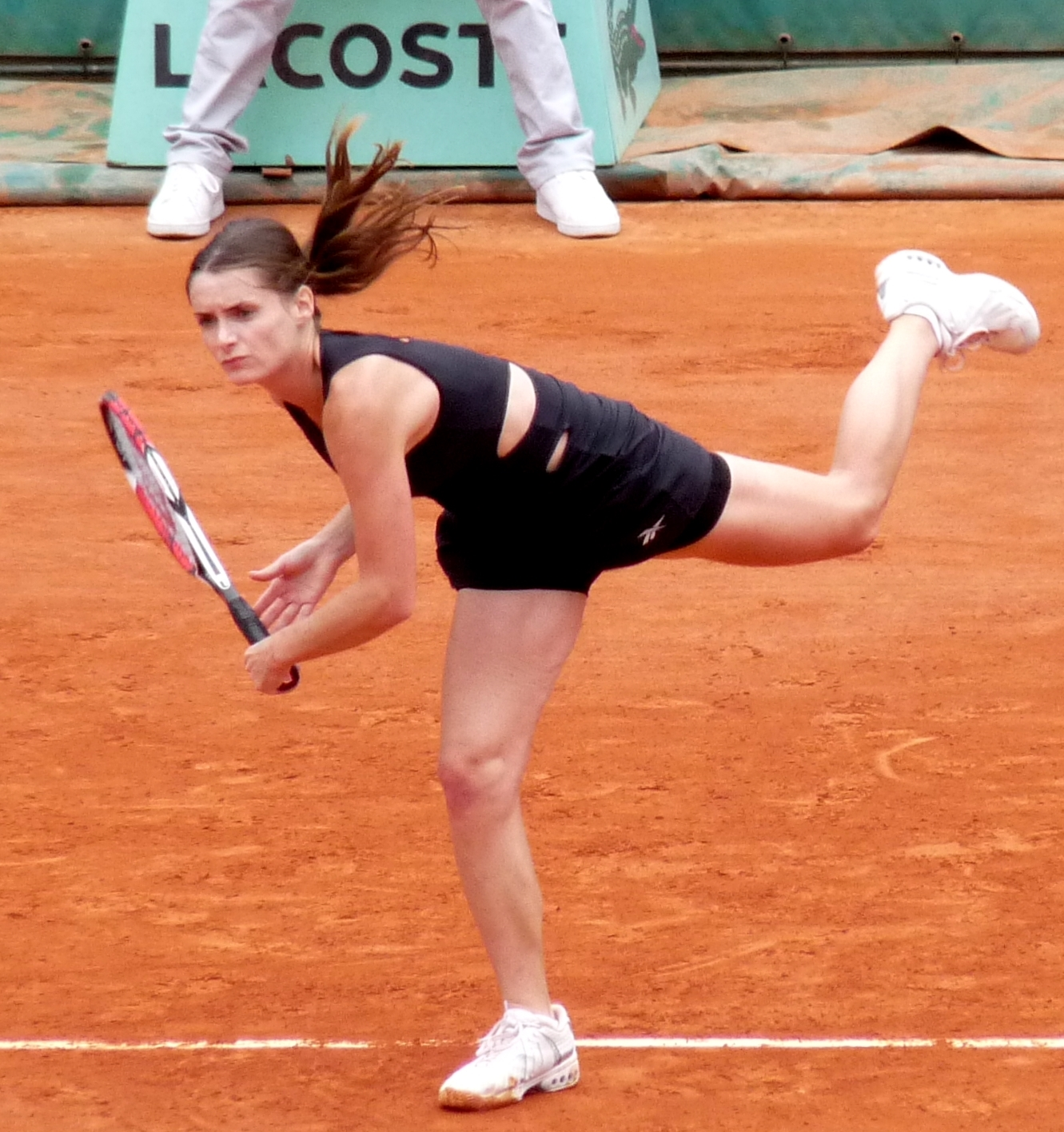
2009年全仏オープンにて

2010年5月のフェズ大会でシモナ・ハレプを 6–4, 6–2 で破り6年ぶりのシングルス優勝となるツアー2勝目を挙げた。9月の東レ パン・パシフィック・オープン・テニストーナメントではバルボラ・ザフラボバ・ストリコバと組んだダブルスで決勝に進出し、シャハー・ピアー&彭帥組を 6–4, 4–6, [10–8] で破り優勝した。東レでは2005年大会と2009年大会のシングルスでベスト8に進出しており、好成績が多い。
2011年全豪オープン3回戦で第16シードのアナスタシア・パブリュチェンコワを 6-3, 1-6, 7-5 で破り4大大会初の4回戦に進出した。4回戦では第3シードのベラ・ズボナレワに 4-6, 1-6 で敗れた。ウィンブルドンではユルゲン・メルツァーと組んだ混合ダブルスで決勝に進出し、マヘシュ・ブパシ&エレーナ・ベスニナ組に 6–3, 6–2 で勝利して初優勝を果たした。この大会では女子シングスでペトラ・クビトバ、女子ダブルスではクベタ・ペシュケがカタリナ・スレボトニクと組んで初優勝し、チェコ選手が3冠を達成した。
2012年全豪オープンでも2年連続の4回戦に進出した。4回戦では優勝した第3シードのビクトリア・アザレンカに 1-6, 3-6 で敗れベスト8進出を逃した。
2012年全米オープンを最後に肩の故障のため公式試合から遠ざかっていたが、2014年2月のアビエルト・メキシコ・テルセルで復帰した。ペトラ・チェトコフスカとのダブルスで準優勝した。しかしシングルスでは勝利を挙げることが出来ず、2014年全仏オープンが最後の出場となった。2014年8月に現役引退を発表した。

## 私生活
ベネソバは2012年9月14日に2011年ウィンブルドン選手権混合ダブルス優勝パートナーのユルゲン・メルツァーと結婚し、イベタ・メルツァーと名乗るようになった。
しかし2015年に正式に離婚を発表。旧姓のベネソバに現在は戻している。

## WTAツアー決勝進出結果

### シングルス: 8回 (2勝6敗)
| 大会グレード          | 大会グレード                 |
| 2008年以前            | 2009年以後                   |
| --------------------- | ---------------------------- |
| グランドスラム (0–0)  |                              |
| WTAファイナルズ (0–0) |                              |
| ティア I (0–0)        | プレミア・マンダトリー (0-0) |
| ティア I (0–0)        | プレミア5 (0-0)              |
| ティア II (0–0)       | プレミア (0–0)               |
| ティア III (1–0)      | インターナショナル (1–1)     |
| ティア IV ＆ V (0–5)  | インターナショナル (1–1)     |

| 結果   | No. | 決勝日         | 大会             | サーフェス    | 対戦相手               | スコア      |
| ------ | --- | -------------- | ---------------- | ------------- | ---------------------- | ----------- |
| 準優勝 | 1.  | 2002年10月18日 | ブラチスラヴァ   | ハード (室内) | マヤ・マテブジッチ     | 0–6, 1–6    |
| 優勝   | 1.  | 2004年3月7日   | アカプルコ       | クレー        | フラビア・ペンネッタ   | 7–6(5), 6–4 |
| 準優勝 | 2.  | 2004年4月20日  | エストリル       | クレー        | エミリー・ロワ         | 5–7, 6–7(1) |
| 準優勝 | 3.  | 2004年8月28日  | フォレストヒルズ | ハード        | エレーナ・リホフツェワ | 3–6, 2–6    |
| 準優勝 | 4.  | 2006年1月16日  | ホバート         | ハード        | ミハエラ・クライチェク | 1–6, 2–6    |
| 準優勝 | 5.  | 2008年5月20日  | エストリル       | クレー        | マリア・キリレンコ     | 4–6, 2–6    |
| 準優勝 | 6.  | 2009年1月16日  | ホバート         | ハード        | ペトラ・クビトバ       | 5–7, 1–6    |
| 優勝   | 2.  | 2010年5月1日   | フェズ           | クレー        | シモナ・ハレプ         | 6–4, 6–2    |

### ダブルス: 26回 (14勝12敗)
| 大会グレード          | 大会グレード                 |
| 2008年以前            | 2009年以後                   |
| --------------------- | ---------------------------- |
| グランドスラム (0–0)  |                              |
| WTAファイナルズ (0–0) |                              |
| ティア I (0–3)        | プレミア・マンダトリー (0-0) |
| ティア I (0–3)        | プレミア5 (1-0)              |
| ティア II (2–1)       | プレミア (3-1)               |
| ティア III (1-3)      | インターナショナル (6-4)     |
| ティア IV ＆ V (1–0)  | インターナショナル (6-4)     |

| 結果   | No. | 決勝日         | 大会               | サーフェス        | パートナー                       | 対戦相手                                                            | スコア              |
| ------ | --- | -------------- | ------------------ | ----------------- | -------------------------------- | ------------------------------------------------------------------- | ------------------- |
| 準優勝 | 1.  | 2004年6月12日  | スタンフォード     | ハード            | クローディーヌ・ショール         | エレニ・ダニリドゥ ニコル・プラット                                 | 2–6, 4–6            |
| 優勝   | 1.  | 2005年2月13日  | パリ               | カーペット (室内) | クベタ・ペシュケ                 | アナベル・メディナ・ガリゲス ディナラ・サフィナ                     | 6–2, 2–6, 6–2       |
| 準優勝 | 2.  | 2005年4月24日  | チャールストン     | クレー            | クベタ・ペシュケ                 | ビルヒニア・ルアノ・パスクアル コンチタ・マルティネス               | 1–6, 4–6            |
| 準優勝 | 3.  | 2005年6月18日  | スヘルトーヘンボス | 芝                | ヌリア・リャゴステラ・ビベス     | ディナラ・サフィナ アナベル・メディナ・ガリゲス                     | 4–6, 6–2, 6–7(11)   |
| 準優勝 | 4.  | 2006年10月15日 | モスクワ           | カーペット (室内) | ガリナ・ボスコボワ               | フランチェスカ・スキアボーネ クベタ・ペシュケ                       | 4–6, 7–6, 1–6       |
| 準優勝 | 5.  | 2007年1月6日   | ゴールドコースト   | ハード            | ガリナ・ボスコボワ               | ディナラ・サフィナ カタリナ・スレボトニク                           | 3–6, 4–6            |
| 優勝   | 2.  | 2007年9月30日  | ルクセンブルク     | ハード (室内)     | ヤネッテ・フサロバ               | ビクトリア・アザレンカ シャハー・ピアー                             | 6–4, 6–2            |
| 優勝   | 3.  | 2008年2月23日  | ボゴタ             | クレー            | ベサニー・マテック               | エレナ・コスタニッチ・トシッチ マルチナ・ミューラー                 | 6–3, 6–3            |
| 準優勝 | 6.  | 2008年3月1日   | アカプルコ         | クレー            | ペトラ・チェトコフスカ           | ヌリア・リャゴステラ・ビベス マリア・ホセ・マルティネス・サンチェス | 2–6, 4–6            |
| 準優勝 | 7.  | 2008年5月18日  | ローマ             | クレー            | ヤネッテ・フサロバ               | 荘佳容 詹詠然                                                       | 6–7(5), 3–6         |
| 優勝   | 4.  | 2008年8月3日   | ストックホルム     | ハード            | バルボラ・ザフラボバ・ストリコバ | ペトラ・チェトコフスカ ルーシー・サファロバ                         | 7–5, 6–4            |
| 準優勝 | 8.  | 2009年3月8日   | モンテレイ         | ハード            | バルボラ・ザフラボバ・ストリコバ | マラ・サンタンジェロ ナタリー・ドシー                               | 3–6, 4–6            |
| 準優勝 | 9.  | 2009年7月13日  | プラハ             | クレー            | バルボラ・ザフラボバ・ストリコバ | カテリナ・ボンダレンコ アリョーナ・ボンダレンコ                     | 1–6, 2–6            |
| 準優勝 | 10. | 2009年8月29日  | ニューヘイブン     | ハード            | ルーシー・ハラデツカ             | ヌリア・リャゴステラ・ビベス マリア・ホセ・マルティネス・サンチェス | 2–6, 5–7            |
| 優勝   | 5.  | 2009年10月25日 | ルクセンブルク     | ハード (室内)     | バルボラ・ザフラボバ・ストリコバ | ブラディミラ・ウーリロバ レナタ・ボラコバ                           | 6–1, 0–6, [10–7]    |
| 優勝   | 6.  | 2010年2月14日  | パリ               | ハード (室内)     | バルボラ・ザフラボバ・ストリコバ | カーラ・ブラック リーゼル・フーバー                                 | 不戦勝              |
| 優勝   | 7.  | 2010年3月7日   | モンテレイ         | ハード            | バルボラ・ザフラボバ・ストリコバ | アンナ＝レナ・グローネフェルト バニア・キング                       | 3–6, 6–4, [10–8]    |
| 優勝   | 8.  | 2010年5月1日   | フェズ             | クレー            | アナベル・メディナ・ガリゲス     | ルーシー・ハラデツカ レナタ・ボラコバ                               | 6–3, 6–1            |
| 優勝   | 9.  | 2010年10月2日  | 東京               | ハード            | バルボラ・ザフラボバ・ストリコバ | シャハー・ピアー 彭帥                                               | 6–4, 4–6, [10–8]    |
| 準優勝 | 11. | 2010年10月24日 | ルクセンブルク     | ハード (室内)     | バルボラ・ザフラボバ・ストリコバ | ティメア・バシンスキー タチアナ・ガルビン                           | 4–6, 4–6            |
| 優勝   | 10. | 2011年1月14日  | シドニー           | ハード            | バルボラ・ザフラボバ・ストリコバ | クベタ・ペシュケ カタリナ・スレボトニク                             | 4–6, 6–4, [10–7]    |
| 優勝   | 11. | 2011年3月6日   | モンテレイ         | ハード            | バルボラ・ザフラボバ・ストリコバ | アンナ＝レナ・グローネフェルト バニア・キング                       | 6–7(8), 6–2, [10–6] |
| 優勝   | 12. | 2011年5月1日   | バルセロナ         | クレー            | バルボラ・ザフラボバ・ストリコバ | ナタリー・グランディン ブラディミラ・ウーリロバ                     | 5–7, 6–4, [11–9]    |
| 優勝   | 13. | 2011年10月25日 | ルクセンブルク     | ハード (室内)     | バルボラ・ザフラボバ・ストリコバ | ルーシー・ハラデツカ エカテリーナ・マカロワ                         | 7–5, 6–3            |
| 優勝   | 14. | 2012年4月29日  | シュトゥットガルト | クレー            | バルボラ・ザフラボバ・ストリコバ | ユリア・ゲルゲス アンナ＝レナ・グローネフェルト                     | 6–4, 7–5            |
| 準優勝 | 12. | 2014年3月1日   | アカプルコ         | ハード            | ペトラ・チェトコフスカ           | クリスティナ・ムラデノビッチ ガリナ・ボスコボワ                     | 3–6, 6–2, [5–10]    |

## 4大大会シングルス成績
略語の説明
| W | F | SF | QF | #R | RR | Q# | LQ | A | Z# | PO | G | S | B | NMS | P | NH |

W=優勝, F=準優勝, SF=ベスト4, QF=ベスト8, #R=#回戦敗退, RR=ラウンドロビン敗退, Q#=予選#回戦敗退, LQ=予選敗退, A=大会不参加, Z#=デビスカップ/BJKカップ地域ゾーン, PO=デビスカップ/BJKカッププレーオフ, G=オリンピック金メダル, S=オリンピック銀メダル, B=オリンピック銅メダル, NMS=マスターズシリーズから降格, P=開催延期, NH=開催なし.
| 大会           | 2002 | 2003 | 2004 | 2005 | 2006 | 2007 | 2008 | 2009 | 2010 | 2011 | 2012 | 2013 | 2014 | 通算成績 |
| -------------- | ---- | ---- | ---- | ---- | ---- | ---- | ---- | ---- | ---- | ---- | ---- | ---- | ---- | -------- |
| 全豪オープン   | LQ   | 1R   | LQ   | 1R   | 3R   | 2R   | LQ   | 2R   | 2R   | 4R   | 4R   | A    | A    | 11–8     |
| 全仏オープン   | 2R   | 1R   | 1R   | 2R   | 2R   | 1R   | 3R   | 3R   | 1R   | 1R   | 1R   | A    | 1R   | 7–12     |
| ウィンブルドン | 1R   | 1R   | 1R   | 1R   | 1R   | 2R   | 1R   | 2R   | 1R   | 2R   | 1R   | A    | A    | 3–11     |
| 全米オープン   | 1R   | 1R   | 2R   | 1R   | 1R   | 1R   | 2R   | 1R   | 2R   | 1R   | 1R   | A    | A    | 3–11     |